# George Hatch
Pour les articles homonymes, voir Hatch.
 (janvier 2021).
Si vous disposez d'ouvrages ou d'articles de référence ou si vous connaissez des sites web de qualité traitant du thème abordé ici, merci de compléter l'article en donnant les références utiles à sa vérifiabilité et en les liant à la section « Notes et références ».
George Hatch était un politicien du Parti démocrate, maire de Cincinnati de 1861 à 1863 pendant la Guerre de Sécession.

## Biographie

### Guerre de Sécession
À la fin du printemps 1862, les autorités de la ville de Cincinnati ont reconnu la menace d’une attaque des forces confédérées car au même moment le brigadier général John Hunt Morgan se dirigeait vers le nord à travers le Kentucky pour apparemment traverser la rivière Ohio dans sa partie située soit en Indiana soit en Ohio.
En conséquence de nombreux groupes de milice ont été organisés. Mais la menace potentielle de 2000 cavaliers vétérans se dirigeant vers le centre-ville de Cincinnati a incité le maire George Hatch à publier une proclamation appelant les citoyens locaux à agir pour la défense de Cincinnati.

« Conformément à une résolution adoptée par le Conseil municipal de Cincinnati à l’instant, je demande par la présente que toutes les affaires, de toute nature ou de caractère, soient suspendues à dix heures de ce jour, que toutes les personnes, employeurs et employés, se rassemblent dans leurs quartiers respectifs, aux lieux habituels de vote et là-bas s’organisent de la manière qui peut-être au mieux pensée pour la défense de la ville. Tout homme, de tout âge, citoyen ou étranger, qui vit sous la protection de nos lois, doit participer à l’organisation. Témoin de ma main et le sceau corporatif de la ville de Cincinnati, ce deuxième jour de Septembre 1862. »

— Proclamation de George Hatch aux citoyens de la ville de Cincinnati. 1862.
À deux heures du matin le même jour, le maire Hatch a émis une seconde proclamation informant les citoyens que les forces de police exécuteraient le devoir d’un prevôt-garde, sous la direction du général Lewis Wallace. Le 2 septembre 1862, malgré les protestations du maire George Hatch, l’armée ordonne à une unité d’hommes noirs, les Black Brigade of Cincinnati, de creuser des fortifications dans le nord du Kentucky.